# Arthur Legat
Arthur Legat (La Louvière, 1º novembre 1898 – La Louvière, 23 febbraio 1960) è stato un pilota automobilistico belga.
Ha partecipato in due campionati di Formula 1, debuttando il 22 giugno 1952 nel suo gran premio di casa a Spa. Nella sua breve carriera nel massimo campionato automobilistico non ha ottenuto punti.
Inoltre Legat vinse con una Bugatti Tipo 37 il Gran Premio delle Frontiere a Chimay nel 1931, 1932 e 1933.

## Risultati in Formula 1
| 1952 | Scuderia | Vettura        |  |  |    |  |  |  |  |  |  | Punti | Pos. |
| ---- | -------- | -------------- |  |  | -- |  |  |  |  |  |  | ----- | ---- |
| 1952 | Privato  | Veritas Meteor |  |  | 13 |  |  |  |  |  |  | 0     |      |

| 1953 | Scuderia | Vettura        |  |  |  |     |  |  |  |  |  | Punti | Pos. |
| ---- | -------- | -------------- |  |  |  | --- |  |  |  |  |  | ----- | ---- |
| 1953 | Privato  | Veritas Meteor |  |  |  | Rit |  |  |  |  |  | 0     |      |

| Legenda | 1º posto     | 2º posto | 3º posto    | A punti         | Senza punti/Non class.  | Grassetto – Pole position Corsivo – Giro più veloce |
| Legenda | Squalificato | Ritirato | Non partito | Non qualificato | Solo prove/Terzo pilota | Grassetto – Pole position Corsivo – Giro più veloce |